# 和田地区博物馆
和田地区博物馆（简称：和田博物馆）是新疆维吾尔自治区和田市的最大的一座综合性博物馆。

## 博物馆历史及现状
和田博物馆最早是1979年成立的用于管理、保存当地出土的文物的和田地区文物管理所，1981年扩建为和田文物陈列室。1995年，日本僧侣小岛康誉捐赠100万人民币用于新建和田博物馆。2001年4月，和田博物馆正式开工建设，2005年10月29日这座当地文物保护研究的重要机构建成开馆。2006年8月25日，和田博物馆二楼和田民俗陈列对外开放。总建筑面积约3400平方米，展馆面积超过100平方米。展览共分为六个部分，分别是“踏进文明的门槛”、“列入中国版图”、“于阗的文化艺术”、“佛教圣地的辉煌”、“大宝于阗国”以及“伊斯兰手工艺”。因为和田地区在历史上是皮山、于阗、渠勒、精绝诸国的国土，超过156处历史遗迹在和田地区被发现。桑株岩画、山普拉古墓群、热瓦克佛寺遗址、麻扎塔格戍堡址、尼雅遗址、喀拉墩遗址、圆沙古城以及丹丹乌里克遗址等地出土的部分文物珍藏在了和田博物馆。

## 博物馆馆藏展品

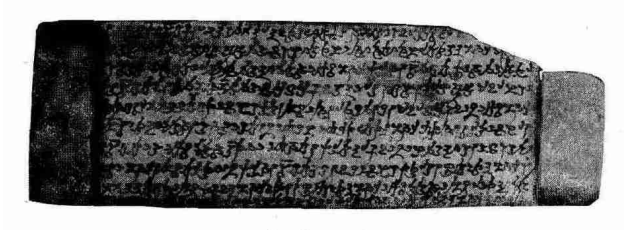
和田博物馆收藏的佉卢文木牍

和田博物馆馆藏文物超过9499件其中549件珍贵文物以及国家一级文物54件。一块有和田羊脂白玉雕刻的玉猴被认为是博物馆的“镇馆之宝”，该玉器是一块巴掌大小的上乘羊脂玉，是1984年和田县塔瓦库勒乡的文物护理员在麻扎塔格戍堡址捡到的。刚进博物馆就能看见一块荟萃了羊脂、墨玉、碧玉、青花玉等多种玉质的山流水，代表着出产于和田的和闐玉。除此之外，馆藏的几件东晋时期佉卢文木牍包括买卖纠纷判决书、放妻书受到了学术界的关注。另外博物馆还有在当地首次发现的青铜器时代的流水墓地、1984年在伊瑪木·木沙·卡孜木麻扎古墓群出土的彩绘木棺等藏品。和田博物馆馆藏文物的来源主要是中华人民共和国建国后的考古工作发掘获得，还有民间人士的捐赠，2017年5月28日，新疆文物爱好者阿利甫·加帕尔向和田博物馆捐赠了饰品、钱币、器皿、织物、文书等11696件民俗文物。